# Laurence-Jackson
Die Laurence-Jackson Ltd., gelegentlich auch Lawrence-Jackson Ltd. geschrieben, war ein britischer Automobilhersteller, der nur 1920 in Wolverhampton (Staffordshire) ansässig war.
Der Laurence-Jackson war ein Kleinwagen mit V2-Motor von J.A.P. mit 976 cm³ Hubraum. Der Motor war mit 8/10 hp angegeben, leistete also 10 bhp (7,4 kW).